# 泰国西部地区
據國家地理委員會的統計，西部地區是泰國的6个地理分區之一，包括5個省，與緬甸接壤。该地区面积共计53,769平方公里，人口约330万，人口密度为63人每平方公里。